# ラスタースキャン

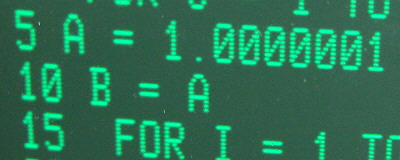
ブラウン管のディスプレイに表示された文字

ラスタースキャン (Raster scan) とは、2次元の画像を、まず点で1次元的にスキャン（日本語では走査と言う）して線（走査線 (scan line) と言う）を得て、次いでその直角方向にその線でスキャンして、2次元の面で画像を得る方法である。テレビにおける撮像と受像、ファクシミリ、多くのコンピュータシステムでのイメージスキャナやプリンターやディスプレイなどで使われている。イメージスキャナなどでは一列に並んだセンサによりいっぺんにスキャンがおこなわれるがラスタースキャンの一種である。Raster とはラテン語で熊手を意味するrastumに由来する言葉で、熊手のようなもので面を線上になぞることを示す。すなわち、ラスタースキャンにおける走査の動きを指している。
SEM・SPM・レーザー走査顕微鏡といった走査型顕微鏡もラスタースキャンにより動作する。
入力においては、画像は走査線に沿って読み取られ、ディジタル機器であれば標本化され、ピクセルまたは画素と呼ばれる、点の情報に分解され配列に格納される。テレビ放送システムでは、読み取られた走査線が転送される。
出力においては、同じ順番で点を戻しながら走査し走査線が表示される。各走査線の最後の位置に来たとき、次の走査線に移る。このような処理を繰り返して一枚の画像が入力/転送/保存/表示される。
まずある方向に並べられ、次いでそれがその直角方向に並ぶ、という順序付けは、表記体系における書字方向（縦書きと横書き参照。たとえば伝統的な日本語における、まず上から下へ、次いで右から左へ、というような）の規則と同様なものであるが、画像処理などではこのような順序付けをラスター順、またはラスタースキャン順と呼ぶ。

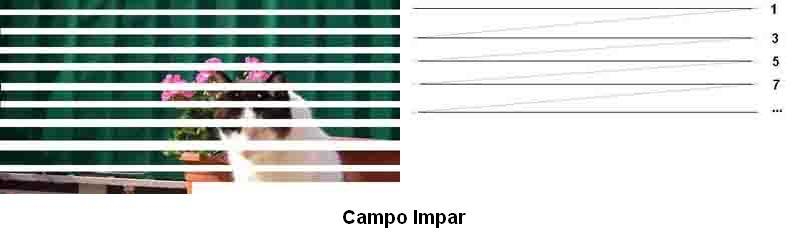
インターレースによる画像の伝送を示した図。飛び飛びの走査線を先に伝送し、画面全体を描画した後、残りの走査線は後で描画して補完する。

動画において、フレームレートを上げずに、すなわち必要な通信路容量を増やさずに、リフレッシュレートを上げる手法として、1枚のフレームを、たとえば、偶数番目の走査線と奇数番目の走査線とに分けるというように、櫛の歯状にスキャンする手法があり、インターレースと言う。インターレースに対し、全走査線を順番に処理するものをプログレッシブあるいはノンインターレースと言う。
インクジェットプリンターなどのヘッドを左右に動かす装置では、一方向に動かす時のみ作動させると、戻りがけで空送りする時間が無駄に費やされるため、牛耕式に、一行おきに一行分を逆転させながら戻りがけにも処理をおこなうものもある。

## テレビにおけるラスタースキャン
アナログテレビを例に詳細を述べる。

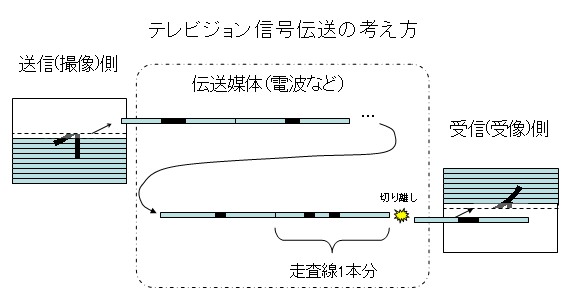
図1：テレビにおける画像伝送の原理

テレビにおいて、画像を電気信号（映像信号）に変換するには、まずビデオカメラでレンズを用いて撮像管あるいは固体撮像素子の受光面に被写体の像を結像させる。
次に、撮像管であれば真空管内の電子線を操作し、固体撮像素子であれば読出し信号を入力して、画面の左上から、右方向に順番に、端までいったら一段下に下がって、同じように左から右に、スキャンして受光面のその点の照度を読み出す。これが、撮像側におけるラスタースキャンである。
これをくりかえしながら、読み出した順番で、各点の照度に対応する電圧になっている信号が、輝度信号である。読み出しの位置とタイミングをあらわす信号が同時に必要で、これを同期信号という。これらの信号を、映像信号という。
テレビ受像機では、映像信号の輝度信号に従ってブラウン管の輝点の輝度を変えながら、同期信号に従って、電子ビームを、左右に、次いで上下に振って、スキャンする。これが、受像側におけるラスタースキャンである。
なお、実際のアナログテレビ放送で使われているNTSC方式などでは、インターレースをおこなっている。

## 歴史
1884年にポール・ニプコーがニプコー円板を使った機械式テレビジョンの特許を取得したが、このとき既にラスタースキャンの概念が含まれていた。
1897年には、スクリーン（ドイツではラスターと呼ぶ）を使った網点印刷による画像印刷ができていた。Eder はその年に "die Herstellung von Rasternegativen fur Zwecke der Autotypie"（網点印刷用ラスターネガの製造）を書いている。
Max Dieckmann と Gustav Glage は世界で初めてブラウン管上にラスター画像を映し出した。彼らはこの特許をドイツで1906年に取得している。彼らがそのとき「ラスター」という用語を使ったかどうかは定かではない。
最初に回転円板による画像走査について「ラスター」という用語を使ったのは1907年の Arthur Korn の本である。その中に次の一節がある。"...als Rasterbild auf Metall in solcher Weise aufgetragen, dass die hellen Töne metallisch rein sind, oder umgekehrt"（明るい部分は金属のように純粋に、そうでない部分はそれなりに金属上にラスター画像として…） Korn はハーフトーン（網点印刷）の用語と技法を取り入れたのである。"Rasterbild" とはドイツ語でハーフトーンスクリーンの印刷板を意味する。
他の「ラスター」という用語を使った例として、ドイツ人作家 Eichhorn（1926年）の作品に "die Tönung der Bildelemente bei diesen Rasterbildern"（ラスター画像の画素の色調）および "Die Bildpunkte des Rasterbildes"（ラスター画像の画点）という記述がある。また、Schröter（1932年）には、"Rasterelementen"（ラスター要素）、"Rasterzahl"（ラスターカウント）、"Zellenraster"（セルラスター）という用語が出てくる。
テレビの走査パターンを指して「ラスター」という用語を最初に使ったのは1933年の Baron Manfred von Ardenne と言われている。"In einem Vortrag im Januar 1930 konnte durch Vorführungen nachgewiesen werden, daß die Braunsche Röhre hinsichtlich Punktschärfe und Punkthelligkeit zur Herstellung eines präzisen, lichtstarken Rasters laboratoriumsmäßig durchgebildet war"（1930年1月の講義で、研究室で試作されたブラウン管が精密で明るいラスターを生み出す点の明るさと点のシャープさを持っていることがデモストレーションで証明された）
1936年には「ラスター」という用語が英語にも取り入れられている。Electrician誌に掲載された論文名にそれが現われているのである。
走査技法の数学的理論は1934年、ベル研究所の Mertz と Gray の古典的論文にフーリエ変換を使って詳述されている。